# Rytigynia bomiliensis
Rytigynia bomiliensis är en måreväxtart som först beskrevs av De Wild., och fick sitt nu gällande namn av Robyns. Rytigynia bomiliensis ingår i släktet Rytigynia och familjen måreväxter.
Artens utbredningsområde är Kongo-Kinshasa. Inga underarter finns listade i Catalogue of Life.